# Алибаев, Адигам Галеевич
Адигам Галеевич Алибаев (20 мая 1925, Юмашево, Башкирская АССР — 12 августа 1951, Муллакаево, Башкирская АССР) — связист войскового управления 4-й батареи 2-го дивизиона 616-го миномётного полка (9-го механизированного корпуса, 3-я гвардейская танковая армия, 1-й Украинский фронт) старшина. Полный кавалер ордена Славы.

## Биография
Адигам Галеевич Алибаев родился 20 мая 1925 г. в с. Юмашево (ныне — Баймакского района Башкирии).
Башкир. Член КПСС с 1948 г. Перед войной учился, но не закончил Темясовское педагогическое училище.
В Красную Армию призван в январе 1943 г. Баймакским райвоенкоматом. На фронте Великой Отечественной войны с сентября 1943 года.
В апреле 1946 года старшина Алибаев демобилизован. Окончил Темясовское педагогическое училище, а в июне 1951 — заочно Магнитогорский педагогический институт.
Жил в с. Муллакаево Баймакского р-на. Работал учителем, директором сельской школы.
Умер 12 августа 1951 года. Похоронен в деревне Муллакаево Баймакского района.

## Подвиг
Связист войскового управления 4-й батареи 2-го дивизиона 616-го отдельного миномётного полка (3-я гвардейская танковая армия, 1-й Украинский фронт) рядовой А. Г. Алибаев 31 июля 1944 г. в бою в районе населённого пункта Рацлавувка (Польша) при сильном артиллерийском и пулемётном обстреле противником подполз к тяжело раненому бойцу Зайцеву, находившемуся близ гитлеровских позиций. Несмотря на то, что А. Г. Алибаев сам получил ранение, он вынес раненого товарища с поля боя.
За мужество, проявленное при спасении товарища, А. Г. Алибаев 27 августа 1944 г. награждён орденом Славы III степени.
18 февраля 1945 г. в районе д. Гольберг (Германия) А. Г. Алибаев под сильным артиллерийско-миномётным огнём противника 11 раз исправлял повреждения на линии связи, чем способствовал точному и бесперебойному ведению огня нашей артиллерии. Исправляя порыв на линии связи во время контратаки гитлеровцев, он заметил раненого офицера. Под огнём противника он вынес раненого из зоны обстрела и доставил на медпункт.
За храбрость в бою и спасение офицера А. Г. Алибаев 14 апреля 1945 г. награждён орденом Славы II степени.
«26.04.45 г. в уличных боях за город Берлин в районе Осдорф при поддержке 91 тбр подал связь на ПНП. Несмотря на сильный артиллерийский и ружейный обстрел противника, держал бесперебойную связь и под сильным артиллерийско-минометным и ружейно-пулеметным огнём устранил 16 порывов на линии связи.
При устранении одного из порывов на тов. Алибаева напали 10 автоматчиков противника и 3 фаустпатронщика. Не растерявшись, огнём автомата он уничтожил 8 автоматчиков и 3 фаустпатронщиков и 2 захватил в плен».
Указом Президиума Верховного Совета СССР от 27 июня 1945 года за образцовое выполнение заданий командования в боях с немецко-фашистскими захватчиками красноармеец Алибаев Адигам Галеевич награждён орденом Славы 1-й степени (№ 266), став полным кавалером ордена Славы.

## Награды
- Орден Славы первой степени (27.06.1945)[3][4]
- Орден Славы второй степени (24.04.1945)[5]
- Орден Славы третьей степени (27.08.1944)[6]
- Медаль «За отвагу» (28.01.1944)[7]

## Память
Имя А. Г. Алибаева носят улицы в г. Баймаке и в д. Юмашево.